# Ciachcin
Ciachcin – wieś w Polsce położona w województwie mazowieckim, w powiecie płockim, w gminie Bielsk.
W skład sołectwa Ciachcin wchodzi także wieś Ciachcin Nowy.

## Historia
Od XII w. Ciachcin był własnością biskupów płockich. Pod koniec XVI w. bp Wojciech Baranowski sprzedał ją pisarzowi ziemskiemu płockiemu Janowi Goślickiemu.
Pierwsza wzmianka o istnieniu parafii pochodzi z 1418 r., a o kościele drewnianym w Ciachcinie z 1598 r.
W 1775 r. wybudowano nowy kościół z fundacji Józefa Niemirowicza-Szczytta i jego małżonki Tekli z Matuszewiczów, właścicieli dóbr Goślice, w których skład wchodził Ciachcin. Po bezpotomnej śmierci kasztelana brzeskiego Józefa Niemirowicza-Szczytta i jego żony Tekli dobra Goślice wraz z Ciachcinem odziedziczył brat stryjeczny kasztelanowej Tekli Niemirowiczowej-Szczyttowej - Tadeusz Matuszewicz (syn kasztelana brzeskiego Marcina Matuszewicza i Anny z Niemirowiczów-Szczyttów, córki kasztelana mścisławskiego Józefa Niemirowicza-Szczytta).
W 1817 r. z fundacji Tadeusza Matuszewicza wzniesiono nowy kościół, który przetrwał do 1883 r. W latach 1883–1884 wybudowano nową, murowaną świątynię według projektu Ludwika Gosławskiego z fundacji Antoniego Klimkiewicza.
W latach 1954–1961 wieś należała i była siedzibą władz gromady Ciachcin, po jej zniesieniu w gromadzie Bielsk. W latach 1975–1998 miejscowość administracyjnie należała do województwa płockiego.
We wsi znajduje się parafia pw. św. Stanisława BM.